# 김경수 (중추원)
김경수(金景壽, 일본식 이름: 金岡富源가네오카 도미요시, 1885년 ~ ?)는 일제강점기의 관료로, 본적은 황해도 해주부 남욱정이다.

## 생애
1919년 황해도 해주군 나덕면장을 역임했으며, 1935년 흥산무역사(興産貿易社) 감사로 근무했다. 1941년 5월 황해도 민선 도회의원으로 선출되었으며, 1941년 9월 조선임전보국단 발기인으로 참여했다. 1941년 8월 11일 황해도 해주 신정공립고등여학교 증축비 1,600원을 기부하여 조선총독부로부터 상장을 받았으며, 1943년 2월 일본적십자사로부터 유공장을 받았다. 1944년 4월 21일부터 1945년 8월 광복 때까지 조선총독부 중추원 참의를 역임했다.
친일파 708인 명단의 중추원 부문, 민족문제연구소의 친일인명사전 수록자 명단의 중추원 부문, 친일반민족행위진상규명위원회가 발표한 친일반민족행위 705인 명단에 포함되었다.

## 참고자료
- 친일반민족행위진상규명위원회 (2009). 〈김경수〉. 《친일반민족행위진상규명 보고서 Ⅳ-1》. 서울. 720~724쪽.